# John David Hawkins
John David Hawkins (* 11. September 1940 in Exmouth; † 17. Dezember 2023 in Minster Lovell, Oxfordshire) war ein britischer Hethitologe und Archäologe. Er ist besonders als Erforscher der luwischen Hieroglyphen hervorgetreten.

## Werdegang
John David Hawkins wurde 1940 im südwestenglischen Exmouth als Sohn des Offiziers John Alexander Sneyd Hawkins und dessen Frau Audrey Joan Spencer geboren. Er besuchte zunächst die Privatschule Upcott House und ab dem dreizehnten Lebensjahr das Bradfield College in Berkshire. Ab 1958 studierte er Klassische Altertumswissenschaft und Philosophie am University College in Oxford und erlangte 1962 den B.A. und 1965 den M.A. Ab 1962 arbeitete er an seinem postgraduate diploma in Westasiatischer Archäologie am Institute of Archaeology in London und studierte Archäologie bei Seton Lloyd, Geschichte bei Peggy Drower, Hebräisch bei Raphael Loewe sowie Akkadisch bei Harry Saggs und Donald Wiseman. 1964 erhielt er das Diplom mit Auszeichnung und gewann den Gordon Childe Prize. Darauf wurde Hawkins Research Fellow für Akkadisch an der School of Oriental and African Studies der University of London, wo er am Near and Middle East Department bis zu seiner Emeritierung 2005 lehrte. 1993 wurde er auf einen Lehrstuhl für Altanatolische Sprachen berufen. Am Institute of Archaeology wurde er Honorary Visiting Professor und lehrte Archäologie. 
Von 1976 bis 1986 war er Honorary Fellow der British School of Archaeology in Iraq und gab von 1970 bis 1995 die Zeitschrift Iraq heraus. Daneben war er Mitglied im Rat und den Exekutivkomitees der British School of Archaeology at Ankara. 1993 wurde er zum Fellow of the British Academy gewählt, 1998 zum Foreign Member der American Philosophical Society. 2009 wurde er Honorary Fellow des University College in Oxford. 
Hawkins lebte mit seinem Lebenspartner, dem Schriftsteller Geoff Ryman, in einem Cottage in Minster Lovell bei Oxford.

## Forschungen
Als Hawkins in den 1960er Jahren in Oxford bei Oliver R. Gurney Hethitisch studierte, kam er erstmals in Kontakt mit dem damals sogenannten Hieroglyphen-Hethitischen, das zum lebenslangen Schwerpunkt seiner Forschungen werden sollte. Ab 1965 bereiste er regelmäßig die Türkei, Syrien und den Irak, um in Museen und auf Grabungsstätten Inschriften zu studieren und zu dokumentieren. Diese Arbeit mündete 2000 in dem monumentalen Werk Corpus of Hieroglyphic Luwian Inscriptions, Vol. I, The Iron Age Inscriptions. Auch am zweiten Band von Halet Çambel zu den Inschriften von Karatepe war er maßgeblich beteiligt, ein dritter Band mi den Inschriften der Großreichszeit, Addenda und Corrigenda sowie diversen Glossaren erschien postum 2024. Ihm sind zahlreiche neue und korrigierte Lesungen von luwischen Texten zu verdanken, die der Hethitologie zu neuen Erkenntnissen verhalfen. Beispielhaft zu erwähnen ist seine Entzifferung der Inschrift am westanatolischen Relief von Karabel, die die Identifizierung der dargestellten Figur als Tarkasnawa, König von Mira möglich machte.

## Schriften (Auswahl)
- The hieroglyphic inscription of the sacred pool complex at Hattusa (Südburg) (= Studien zu den Boǧazköy-Texten. Beiheft 3). Otto Harrassowitz Verlag, Wiesbaden 1995, ISBN 3-447-03438-6.
- Tarkasnawa King of Mira. „Tarkondemos“, Boǧazköy sealings and Karabel. In: Anatolian Studies 48 (1998) S. 1–31.
- Corpus of Hieroglyphic Luwian Inscriptions Vol. 1: Inscriptions of the Iron Age. (= Untersuchungen zur indogermanischen Sprach- und Kulturwissenschaft NF 8,1) 3 Bände. Walter de Gruyter, Berlin/New York 2000. ISBN 3-11-010864-X
  - Part 1: Introduction, Karatepe, Karkamiš, Tell Ahmar, Maraş, Malatya, Commagene
  - Part 2: Amuq, Aleppo, Hama, Tabal, Assur Letters, Miscellaneous, Seals, Indices
  - Part 3: Plates
- Corpus of Hieroglyphic Luwian Inscriptions Volume III: Inscriptions of the Hittite Empire and New Inscriptions of the Iron Age Walter de Gruyter, Berlin/New York 2024. ISBN 978-3-11-077039-1